# 德靈縣
德灵县（越南语：／）是越南平顺省下辖的一个县。

## 地理
德灵县南接同奈省春禄县，西接同奈省定贯县和新富县，北接林同省达怀县，东接性灵县。

## 历史
越南共和国时期，德灵县属于平绥省怀德郡；同时，越南南方共和国设为德灵县。1975年，两越统一，越南政府依然设立德灵县。
2019年11月21日，德政社并入南政社。

## 行政区划
德灵县下辖2市镇10社，县莅羽躯市镇。
- 羽躯市镇（Thị trấn Võ Xu）
- 德才市镇（Thị trấn Đức Tài）
- 多开社（Xã Đa Kai）
- 东河社（Xã Đông Hà）
- 德行社（Xã Đức Hạnh）
- 德信社（Xã Đức Tín）
- 迷浦社（Xã Mê Pu）
- 南政社（Xã Nam Chính）
- 崇仁社（Xã Sùng Nhơn）
- 新河社（Xã Tân Hà）
- 茶新社（Xã Trà Tân）
- 武和社（Xã Vũ Hòa）

## 经济
德灵县以农业为主，至于工业，德灵县只有一些咖啡，橡胶等农业加工生产。 

## 交通
713，710省道贯通本县和性灵县等县。